# Wilmar Jordán
Wilmar Jordán Gil (Itagüí, Colombia, 17 de octubre de 1990) es un futbolista colombiano. Juega de delantero en el FC Motagua de la Liga Nacional de Fútbol de Honduras.

## Trayectoria

### Monagas SC
Se fue a probar suerte al fútbol venezolano fichado por el Monagas Sport Club en el 2010, donde anotó 20 goles en 35 encuentros por liga 1 gol en un encuentro por copa.

### Gyeongnam FC
Posteriormente fue traspasado al Gyeongnam Football Club de la K League Classic de Corea del Sur donde jugó como volante y anotó únicamente 5 goles.

### Litex Lovech
En el verano de 2013 llegó al Litex Lovech y el 14 de diciembre de 2013 , marcó su primer hat-trick con el equipo, en la victoria 5-2 contra el Lokomotiv Plovdiv. En la temporada 2013 - 2014 fue el máximo goleador de la Liga Profesional de Bulgaria con 20 anotaciones.

### Tianjin Teda
Para enero del 2015 llega a jugar a la liga china en el Tianjin Teda donde no logra obtener el nivel con el que venía de su antiguo club y se marcha al finalizar la temporada con un solo gol convertido.

### Emirates Club
Para agosto del 2015 llega a territorio Árabe para jugar con el Emirates Club de la primera división. Debutaría el 22 de agosto en la derrota de su equipo 2 a 1 contra Al Nasr.

Su primer gol lo marcaría el 7 de septiembre donde no solo marcaría su primer gol sino donde haría su primer triplete dándole la victoria a su equipo 4-3 sobre Al Dhafra.

### CSKA Sofia
El 31 de agosto de 2016 es presentado como nuevo jugador del CSKA Sofia de la Liga A de Bulgaria. Debutaría el 11 de septiembre ne la derrota de su equipo 2 a 0 por parte del Dunav Rousse donde jugaría todo el segundo tiempo. El 6 de octubre CSKA Sofia anunció la rescisión de contrato por mutuo acuerdo tras un poco más de un mes en el club.

### GD Chaves
El 16 de mayo de 2017 sería presentado como nuevo jugador del Grupo Desportivo de Chaves de la Primeira Liga de Portugal. Debutaría el 10 de agosto en la derrota 3 a 2 frente a Vitória Guimarães jugando una parte del segundo tiempo.

### FC Famalicāo
En enero de 2018 se convierte en nuevo jugador del FC Famalicão de la Segunda División de Portugal.

### Chennaiyin
En junio de 2024, Jordán firmó un contrato de dos años con el club ISL Chennaiyin FC.

## Clubes
| Club                    | País                | Año                 | Partidos  | Goles     |
| Formativo               | Formativo           | Formativo           | Formativo | Formativo |
| ----------------------- | ------------------- | ------------------- | --------- | --------- |
| Atlético Nacional       | Colombia            | 2008                | NA        | NA        |
| Deportivo Cali          | Colombia            | 2009                | NA        | NA        |
| Profesional             |                     |                     |           |           |
| Atlético de la Sabana   | Colombia            | 2010                | 2         | 0         |
| Monagas                 | Venezuela           | 2010 - 2011         | 36        | 20        |
| Gyeongnam               | Corea del Sur       | 2011 - 2012         | 32        | 5         |
| Seongnam                | Corea del Sur       | 2013                | 2         | 0         |
| Litex Lovech            | Bulgaria            | 2013 - 2014         | 64        | 35        |
| Tianjin Teda            | China               | 2015                | 11        | 1         |
| Emirates Club           | EAU                 | 2015 - 2016         | 17        | 6         |
| CSKA Sofía              | Bulgaria            | 2016                | 4         | 0         |
| Chaves                  | Portugal            | 2017                | 3         | 0         |
| Famalicão               | Portugal            | 2018                | 3         | 0         |
| Leones                  | Colombia            | 2018                | 15        | 3         |
| Atlético Huila          | Colombia            | 2019                | 13        | 5         |
| Envigado F. C.          | Colombia            | 2019 - 2020         | 18        | 3         |
| Portuguesa de São Paulo | Brasil              | 2021                | 2         | 0         |
| Portuguesa de Araure    | Venezuela           | 2022                | 24        | 5         |
| NorthEast United        | India               | 2022 - 2023         | 15        | 15        |
| Minerva Punjab          | India               | 2023-2024           | 18        | 9         |
| Chennaiyin              | India               | 2024-2025           | 24        | 10        |
| FC Motagua              | Honduras            | 2025-presente       | 2         | 0         |
| Total en su carrera     | Total en su carrera | Total en su carrera | 305       | 117       |

## Estadísticas (2010-19)
| Club                      | Temporada           | Liga  | Liga  | Copa Nacional | Copa Nacional | Copa Internacional | Copa Internacional | Total | Total | Prom. · |
| Club                      | Temporada           | Part. | Goles | Part.         | Goles         | Part.              | Goles              | Part. | Goles | Prom. · |
| ------------------------- | ------------------- | ----- | ----- | ------------- | ------------- | ------------------ | ------------------ | ----- | ----- | ------- |
| Monagas · Venezuela       | 2010/11             | 35    | 20    | 1             | 1             | -                  | -                  | 36    | 20    | 0,54    |
| Gyeongnam Corea del Sur   | 2011                | 10    | 3     | 0             | 0             | -                  | -                  | 10    | 3     | 0,30    |
| Gyeongnam Corea del Sur   | 2012                | 22    | 2     | 0             | 0             | -                  | -                  | 22    | 2     | 0,09    |
| Gyeongnam Corea del Sur   | Total               | 32    | 5     | 0             | 0             | 0                  | 0                  | 32    | 5     | 0,15    |
| Seongnam Corea del Sur    | 2013                | 2     | 0     | 0             | 0             | -                  | -                  | 2     | 0     | 0,0     |
| Litex Lovech Bulgaria     | 2013-14             | 35    | 20    | 3             | 1             | -                  | -                  | 38    | 21    | 0,55    |
| Litex Lovech Bulgaria     | 2014                | 19    | 9     | 3             | 2             | 4                  | 3                  | 26    | 14    | 0,53    |
| Litex Lovech Bulgaria     | Total               | 54    | 29    | 6             | 3             | 4                  | 3                  | 64    | 35    | 0,54    |
| Tianjin Teda China        | 2015                | 10    | 1     | 1             | 0             | -                  | -                  | 11    | 1     | 0,09    |
| Emirates Club · EAU       | 2015-16             | 13    | 3     | 4             | 3             | -                  | -                  | 17    | 6     | 0,35    |
| CSKA Sofia Bulgaria       | 2016                | 3     | 0     | 1             | 0             | -                  | -                  | 4     | 0     | 0,00    |
| Chaves Portugal           | 2017                | 2     | 0     | 1             | 0             | -                  | -                  | 3     | 0     | 0,00    |
| FC Famalicão Portugal     | 2018                | 3     | 0     | 0             | 0             | -                  | -                  | 3     | 0     | 0,00    |
| Itagüí Leones · Colombia  | F-2018              | 13    | 3     | 2             | 0             | -                  | -                  | 15    | 3     | 0,30    |
| Atlético Huila · Colombia | A-2019              | 11    | 4     | 1             | 1             | -                  | -                  | 6     | 1     | 0,30    |
| Total en su carrera       | Total en su carrera | 169   | 60    | 15            | 7             | 5                  | 3                  | 188   | 69    | 0,40    |

### Hat-tricks
| 1 | 7 de septiembre de 2015 | Emirates Club Stadium, Ras Al Khaimah | Emirates Club - Al Dhafra |  | 4 - 3 | Liga Árabe |